# Golf de San Jorge

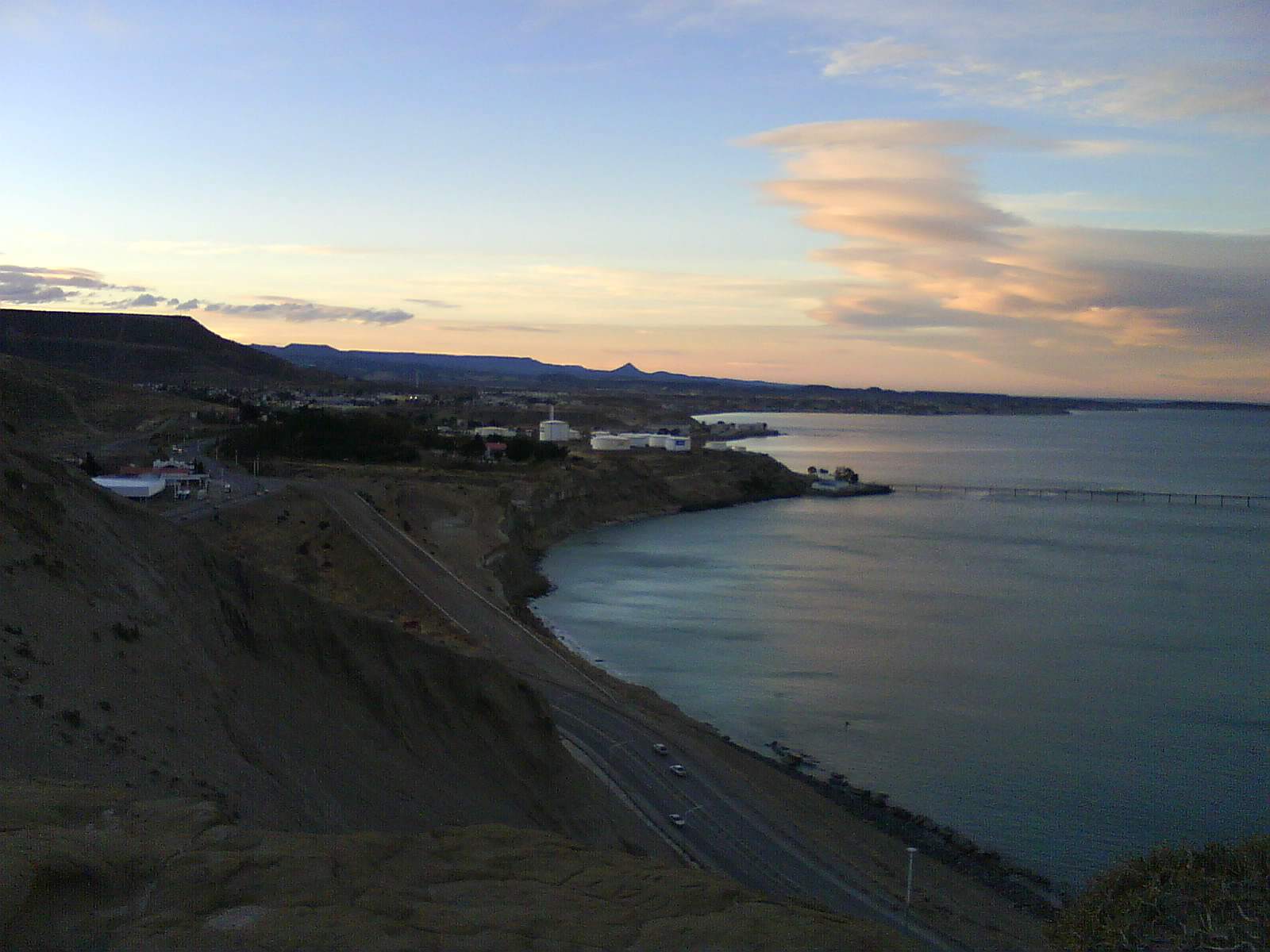
Golf de San Jorge

El golf de San Jorge (Golfo San Jorge) és una badia del sud de Patagònia a l'Argentina. És una conca oceànica oberta a l'oceà Atlàntic. La seva línia de costa abasta la província de Chubut i la de Santa Cruz. El golf fa aproximadament 148 km de llargada i 244 km d'amplada. Es troba entre el Cap Dos Bahías i el Cap Tres Puntas.
Més del 70% de la conca del golf està entre 70 m i 100 m de fondària.
la temperatura mitjana de l'aigua varia entre 5,9 °C i 13,4 °C, la salinitat és al voltant de 33.000 ppm.

## Població
Aproximadament el 90% dels habitants de la província de Chubut vien a la costa del golf. Comodoro Rivadavia i Caleta Olivia són les ciutats més poblades. Les ciutats pesqueres de Camarones i Rada Tilly també es troben al golf.
La pesca, principalment de marisc, i la indústria petroliera, el petroli s'hi va descobrir l'any 193, són les activitats econòmiques més rellevants.